# Джёгуэ, Седрик
Се́дрик Джёгуэ́ (фр. Cédric Djeugoué; 28 августа 1992, Манква, Камерун) — камерунский футболист, защитник и капитан клуба «Форест Рейнджерс». Выступал за национальную сборную Камеруна. Универсальный футболист, может играть как в центре обороны, так и на краях, а также на позиции опорного полузащитника.
Седрик родился в Манкве (департамент Мунго) в семье плантаторов. Занимался футболом в клубе АСПОРЭС (фр. ASPORES FC) и академии Каджи. По приглашению дяди уехал в Чад, где играл за столичный клуб «Фулла Эдифис». Признавался самым полезным игроком чемпионата Чада.
В 2012 году вернулся в Камерун в клуб второго дивизиона «Дуала АК». Джёгуэ помог клубу пробиться в Премьер-дивизион. Отыграв ещё сезон, Седрик перешёл в «Котон Спорт».
В 2015 году вместе с нападающим Брисом Овоной перебрался в марокканский «Иттихад Танжер»
10 августа 2013 года дебютировал в составе национальной сборной Камеруна в матче против сборной Габона. В следующем году попал в заявку сборной на чемпионат мира 2014 года в Бразилии. Выходил на поле в матче со сборной Мексики, где после перерыва его сменил Дани Нункё.
За главную команды страны провел 7 матчей. Привлекался к играм за молодёжную сборную.

## Достижения
«Фулла Эдифис»
- Чемпион Чада: 2011
- Обладатель Кубка лиги Нджамены: 2010

«Котон Спорт»
- Чемпион Камеруна: 2014, 2015
- Обладатель Кубка Камеруна: 2014